# IS Девы
IS Девы (лат. IS Virginis), HD 113816 — тройная звезда в созвездии Девы на расстоянии приблизительно 888 световых лет (около 272 парсек) от Солнца. Визуальная звёздная величина звезды — от +8,32m до +8,27m. Возраст звезды определён как около 5 млрд лет.
Открыта Дэвидом А. Г. Бакли и др. в 1987 году*.

## Характеристики
Первый компонент — оранжевый гигант, эруптивная переменная звезда типа RS Гончих Псов (RS) спектрального класса K0III, или K0, или K2IV-III, или K2III. Масса — около 1,918 солнечной, радиус — около 12,244 солнечного, светимость — около 40,738 солнечной. Эффективная температура — около 4720 K.
Второй компонент — оранжевый карлик спектрального класса K5V. Масса — около 0,55 солнечной. Орбитальный период — около 23,659 суток.
Третий компонент — коричневый карлик. Масса — около 38,53 юпитерианской. Удалён в среднем на 1,858 а.е..